# Араїдзумі Руї
Араїдзумі Руї (яп. あらいずみ るい, латиніз.: Araizumi Rui; нар. 2 лютого 1966) — японський манґака та ілюстратор.

## Біографія
Ще у студентські роки дебютував як манґака. Серед найперших серіалізованих робіт — еччі манґи «Shinigami miri-chan» та «Chotto dake supekutaa», які публікувалися в журналі Pumpkin (パンプキン) . Манґа «Chotto dake supekutaa» була видана окремим томом у 1988 році видавництвом Byakuya Shobō.
Як ілюстратор дебютував у першому номері журналу Dragon Magazine, де ілюстрував твір «Rizumikku esupā» (автор — Іїно Фуміхіко). З того ж першого випуску відповідав за ілюстрації у читачевій рубриці, а згодом — за оформлення «Slayers». Також працював ілюстратором для інших лайт-новел, а також для серії карткових ігор Monster Collection.
Близько 1998 року автор перейшов на цифрове малювання і відтоді більше не використовував традиційне розфарбування. Це особливо помітно, починаючи з 13-го тому ранобе «Slayers Special». 
Також працює над дизайном персонажів та розробкою концептів для анімації.  

## Роботи

### Ілюстрації

#### Ранобе
- Рубаки (1989 — по сьогодні, Fujimi Fantasia Bunko, автор Канзака Хадзіме)
- Invincible King Tri-Zenon (травень 2001, Fujimi Fantasia Bunko, автор Хасегава Кацумі)
- Hayabusa wa maiorita: chō tantei hayabusa (яп. 隼は舞い降りた 超探偵ハヤブサ; серпень 2001, Fujimi Mystery Bunko, автор Тацуо Камія)[1]
- Rest & Herwin, розділ у Fantasia Battle Royal (яп. レスト＆ハーウィン ファンタジアバトルロイヤル掲載分; Dragon Magazine, автор Йосімура Йору)
- Koramu rui zō no mono noke jinsei, Fantasia Battle Royal (яп. コラム るい蔵のもののけ人生 ファンタジアバトルロイヤル連載; Dragon Magazine)

#### Інші
- Mappusu aizō-ban 5 (яп. マップス 愛蔵版 5; 9 квітня 2009, Flex Comix, автор Хасегава Юічі)[2]
- Mappusu sheādowārudo 2 - amagakeru fune - (яп. マップス・シェアードワールド 2 ―天翔る船―; 14 лютого 2009)[3]
- Ashitagārusa SWEET TIME EXPRESS (яп. 明日があるさ―SWEET TIME EXPRESS; 30 листопад 2002, авторка Хаяшібара Меґумі/ основна художниця Асагі Сакура)
- Megumi Hayashibara's The Characters Taught Me Everything: Living Life One Episode at a Time (20 лютого 2021, авторка Хаяшібара Меґумі)
- Пірія Магія з Miss Kuroitsu from the Monster Development Department (2022)[4]

### Артбуки
- Slayers (липень 1996, Fujimi Shobo)
- Slayers Dra-Mata (серпень 1998, Fujimi Shobo).
- [Dejitaru mini gashū] Slayers (яп. ［デジタルミニ画集］スレイヤーズ, досл. «Рубаки: цифровий міні-артбук», 31 жовтня 2012) – йшов бонусом за покупку[5] в японському інтернет-магазині BookWalker.

### Манґа
- Shinigami Miri-chan (яп. 死神ミリちゃん;1982, журнал Pumpkin, Byakuya Shobō)
- Chotto dake supekutaа (яп. ちょっとだけすぺくたぁ; липень1988, Byakuya Shobō)[6]
- Arutia no ōjo (яп. アルティアの王女; 1993, Dragon Magazine, Fujimi Shobo)
- Mōsō kyōsōkyoku (яп. 妄想狂想曲; 1993, журнал Young Hip)
- Comet Sisters (яп. コメットシスターズ;1986, журнал COMET SISTERS, Byakuya Shobō)
- Slayers (липень 1995, Dragon Comics, Fujimi Shobo)
- Aitemugettā 〜 bokura no kagaku to mahō no kankei 〜 (яп. アイテムゲッター 〜僕らの科学と魔法の関係〜, досл. «Здобувач предметів: зв'язок між наукою та магією», 2009, журнал Comic Rush, сценарій Каґуразка Джун).

### Мобільні додатки
- Shitsuji to mazoku to ojōsama (яп. アルティアの王女; 2009) – дизайн персонажів[7][8] у грі від Hudson.